# Балет (сериал)
«Балет» — российский драматический сериал 2023 года режиссёра Евгения Сангаджиева.

## Сюжет
В 1984 году подающая надежды советская балерина Рута Адамкуте вынуждена не возвращаться на родину с гастролей в Нью-Йорке из-за уголовного преследования КГБ СССР.
В США она становится всемирно известным хореографом, взяв псевдоним Майерс.
В 2021 году, спустя 37 лет, по приглашению прогрессивного директора Национального театра Рута возвращается в Россию, чтобы поставить на сцене родного театра экспериментальный спектакль.
Не все в театре рады возвращению балерины и переменам, которые она внесла. Работа над спектаклем становится полосой препятствий, и на финишной прямой Рута сходит с дистанции, возвращаясь в Нью-Йорк. Премьера постановки всё же сенсационно состоялась, но уже без Руты.

## В ролях
- Алла Сигалова — Рута Майерс (Адамкуте), балетмейстер
- Мария Хорева — Рута Адамкуте в молодости
- Маруся Фомина — Аня Харитонова, ассистент Руты
- Владимир Варнава  — Кирилл, хореограф, помощник Руты
- Игорь Гордин — Андрей Пронин, художественный руководитель театра
- Ирина Апексимова — Алла, жена Пронина
- — Павел, брат Аллы Прониной
- Пётр Райков — Илья, танцовщик, премьер театра, сын Прониных
- Вадим Верник — интервьюер Ильи
- Елизавета Янковская — Кира, pr-директор театра, дочь Прониных
- Игорь Миркурбанов — Виталий Лозовский, главный дирижёр московской филармонии, возлюбленный Киры
- Фёдор Бондарчук — Игорь Корнеев, директор театра
- Полина Агуреева — Татьяна Корнеева, сотрудник pr-отдела театра, жена Игоря
- Елена Морозова — Лариса Мухина, заведующая репертуарной частью театра
- Евгения Добровольская — Вера, художник по костюмам театра
- Юрий Ицков — Николай Павлович, высокопоставленный сотрудник спецслужбы, куратор театра

## Производство
Работа над сериалом началась в 2021 году. По замыслу создателей, Руту Майерс должна была играть Ингеборга Дапкунайте, которая приняла участие в съёмках до определённого периода, однако в итоге роль исполнила профессиональный хореограф Алла Сигалова.
Художественными консультантами сериала выступили Карин Ройтфельд и её сын Владимир.
Хореографом-постановщиком стал двукратный лауреат премии «Золотая маска» Владимир Варнава, он также исполнил в картине одну из ролей.
Театральные сцены снимали в Михайловском театре и Театре имени Станиславского и Немировича-Данченко.